# María de Echarri
María de Echarri y Martínez (San Lorenzo de El Escorial, 9 de setembre de 1878-Sant Sebastià, 1955) va ser una articulista i propagandista catòlica espanyola, compromesa amb causes feministes. Mestra de professió fou una publicista vinculada a Acció Catòlica de la Dona, a més d'una defensora de la dona obrera des d'una perspectiva catòlica. El 1924 es va convertir en una de les primeres regidores de l'Ajuntament de Madrid, i el 1927 va ser una de les 13 dones representades a l'anomenada Assemblea Nacional Consultiva de la Dictadura de Primo de Rivera entre el 10 d'octubre de 1927 i el 15 de febrer de 1930. Va morir a Sant Sebastià el 1955. Va arribar a ser guardonada amb la medalla Pro Ecclesia et Pontifice.